# Sara Fischer
Sara Fischer, född 19 september 1979 i Malung, är en svensk snowboardåkare (alpint). Hon är syster till snowboardåkaren Filip Fischer.
Sedan 1 januari 2008 är Fischer ledamot av de aktivas kommitté inom World Anti-Doping Agency (WADA).